# 岡泰資
岡 泰資（おか やすし）は、日本の環境学者。横浜国立大学大学院環境情報研究院准教授。東京理科大学大学院博士課程修了。

## 主な所属学会
- 安全工学会
- 日本火災学会
- 日本建築学会など

## 主な受賞
- 2001年 日本火災学会内田奨励賞
- 2010年 8th Asia-Oceania Symposium on Fire Science and Technology, Best paper award
- 2015年 日本火災学会賞[2]

## 著書
- 『日本火災学会50年史』日本火災学会、2000年。
- 『最新の危険物輸送ハンドブック』フジ・テクノシステム、2002年。
- 『安全の百科事典』丸善、2002年。
- 『火災爆発事故事例集』コロナ社、2002年。
- 『化学安全ハンドブック』丸善、2002年。